# Provincia di Bukidnon
Bukidnon è una provincia filippina situata nella regione di Mindanao Settentrionale. Il suo capoluogo è Malaybalay.

## Geografia fisica
Bukidnon è una provincia situata nel cuore dell'isola di Mindanao. Il suo ampio territorio non ha sbocchi sul mare si sviluppa prevalentemente su altipiani. Confina con le province di Misamis Oriental a nord, Agusan del Sur a nord-ovest, Davao del Norte a sud-ovest, Cotabato a sud, Lanao del Norte e Lanao del Sur ad est. L'altitudine media è di 915 m s.l.m. e si contano anche alcune tra le più alte vette di tutto il Paese.
Tutto l'habitat montano è molto ben conservato e protetto, a salvaguardia della grande ricchezza florofaunistica della provincia.
Nel territorio è presente il vulcano Monte Musuan.

## Geografia antropica

### Suddivisioni amministrative
La provincia di Bukidnon comprende 2 città componenti e 20 municipalità.

#### Città
- Malaybalay
- Valencia

#### Municipalità
| - Baungon - Cabanglasan - Damulog - Dangcagan - Don Carlos - Impasug-ong - Kadingilan - Kalilangan - Kibawe - Kitaotao | - Lantapan - Libona - Malitbog - Manolo Fortich - Maramag - Pangantucan - Quezon - San Fernando - Sumilao - Talakag |

## Economia
La provincia di Budiknon ha un'economia pressoché esclusivamente basata sull'agricoltura. Particolare rilievo hanno le piantagioni di ananas, tanto che questa zona può dirsi una delle capitali mondiali nella produzione di questo frutto. Altre coltivazioni riguardano il riso, mais, canna da zucchero, caffè, caucciù, pomodori, cassava e anche fiori.
Ben sviluppato è anche l'allevamento, sia di bovini, di suini che di pollame.
L'industrializzazione è legata alla prima trasformazione dei beni agricoli. Ci sono grandi zuccherifici e soprattutto, legati alla produzione di ananas, ci sono gli stabilimenti della grande multinazionale Del Monte.